# Забжег
Забжег (пол. Zabrzeg) — село в Польщі, у гміні Чеховиці-Дзедзиці Бельського повіту Сілезького воєводства. 
Населення — 3170 осіб (2011).
У 1975-1998 роках село належало до Катовицького воєводства.

## Демографія
Демографічна структура станом на 31 березня 2011 року:
|          | Загалом | Допрацездатний вік | Працездатний вік | Постпрацездатний вік |
| -------- | ------- | ------------------ | ---------------- | -------------------- |
| Чоловіки | 1606    | 362                | 1093             | 151                  |
| Жінки    | 1564    | 289                | 954              | 321                  |
| Разом    | 3170    | 651                | 2047             | 472                  |